# 瑞士山犬

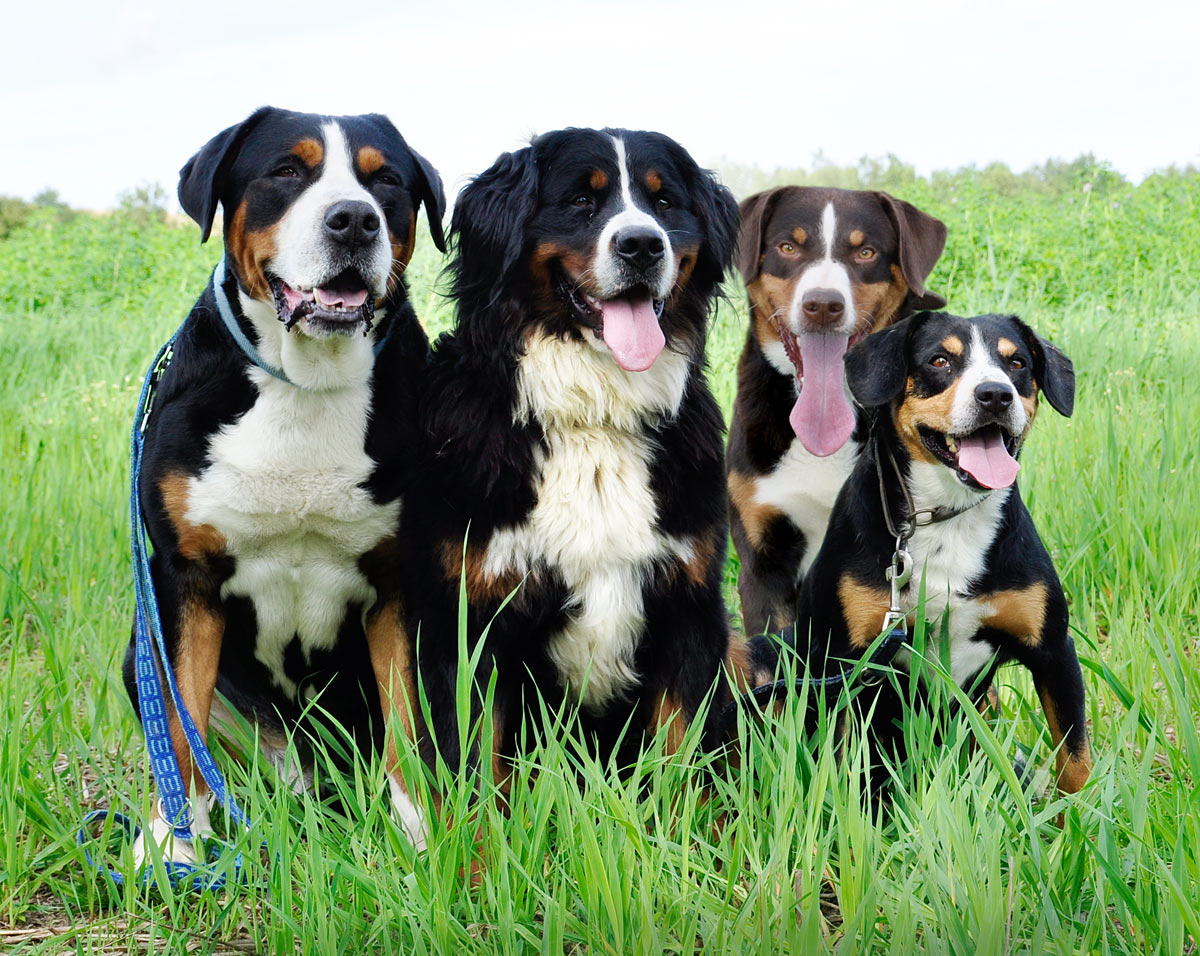
四隻不同體型的瑞士山犬

瑞士山犬（德語：Sennenhund），又稱瑞士牧牛犬（英語：Swiss Cattle Dogs），源自於瑞士阿爾卑斯山區的犬種。其祖先血統來自獒犬，是一種工作犬，最早是瑞士山區的牧民與酪農所畜養，這群人被稱為Senn或Senner，它也因此得名。